# Diabrotica longicornis
Diabrotica longicornis es una especie de insecto coleóptero de la familia Chrysomelidae. Fue descrita en 1824 por Say.
Mide de 4.6 a 5.2 mm de largo y 2.0 a 2.3 mm de ancho. Generalmente la cabeza es negra y el resto del cuerpo amarillento. Se alimenta de Cucurbitaceae y Poaceae. Se encuentra en el oeste de Estados Unidos y en América central.